# Skype for Business
Skype for Business (anteriormente conhecido como Microsoft Lync e Microsoft Office Communicator) foi um aplicativo de software corporativo para mensagens instantâneas e videotelefonia desenvolvido pela Microsoft, como parte do pacote Microsoft 365 (anteriormente Office). Ele é projetado para uso com o software Skype for Business Server instalado localmente e também numa versão de software como serviço, oferecida como parte do 365. O Skype for Business oferece suporte a chats de texto, áudio e vídeo, além de integrar-se com componentes do Microsoft 365, como Exchange e SharePoint.
O software anteriormente se chamava Lync, antes de ser rebatizado como Skype for Business em 2015, alinhando-se à marca da plataforma de mensagens para consumidores Skype, de propriedade da Microsoft (que começou a se integrar com o Lync em 2013). Apesar de compartilharem o mesmo nome, o Skype for Business e o Skype têm muito pouco em comum e funcionam como plataformas separadas.
Em setembro de 2017, a Microsoft anunciou que iria substituir o Skype for Business Online pelo Microsoft Teams. O suporte para o Skype for Business Online terminou em julho de 2021, embora uma nova versão do Skype for Business Server esteja disponível com uma licença de assinatura.

## História
A Microsoft lançou o Office Communicator 2007 para produção em 28 de julho de 2007, com o lançamento oficial ocorrendo em 27 de outubro de 2007. Em seguida, veio o Office Communicator 2007 R2, lançado em 19 de março de 2009. A versão sucessora do Office Communicator, o Lync 2010, foi lançada em 25 de janeiro de 2011. Em novembro de 2010, a plataforma foi renomeada para Lync.

Logo do Microsoft Lync (2013-2015)

Em maio de 2013, a Microsoft anunciou que permitiria aos usuários do Lync se comunicarem com o Skype, uma plataforma de mensagens instantâneas voltada para consumidores que havia adquirido em 2011. Inicialmente, isso incluía suporte para comunicações de texto e voz. Em 11 de novembro de 2014, a Microsoft anunciou que o Lync seria renomeado para Skype for Business em 2015, adicionando também suporte para chamadas de vídeo com usuários do Skype.
Em 22 de setembro de 2015, o Skype for Business 2016 foi lançado com o Office 2016. Em 27 de outubro de 2016, foi lançada a versão do cliente Skype for Business para MacOS. 
Em 25 de setembro de 2017, a Microsoft anunciou que o Skype for Business Online seria descontinuado no futuro em favor do Microsoft Teams, uma plataforma de colaboração em nuvem para grupos corporativos (comparável ao Slack), que integra mensagens persistentes, videoconferências, armazenamento de arquivos e integração de aplicativos. A Microsoft lançou uma versão final local do Skype for Business Server como parte do Office 2019 no final de 2018, e anunciou em julho de 2019 que o Skype for Business Online seria desativado em 31 de julho de 2021. Desde setembro de 2019, o Skype for Business Online não é mais oferecido a novos assinantes do Microsoft 365, direcionados para o Microsoft Teams. A próxima versão do Skype for Business Server estará disponível com uma licença de assinatura.

## Versões
- Exchange 2000 Conferencing
- Windows Messenger 5.0 (Live Communications Server 2003)[11]
- Windows Messenger 5.1 and Microsoft Office Communicator 2005 (Live Communications Server 2005)
- Office Communicator 2007
- Office Communicator 2007 R2
- Lync 2010
- Lync 2013
- Skype for Businesses 2015
- Skype for Businesses 2016
- Skype for Businesses 2019
- Skype for Business for Microsoft 365

## Características
As principais funcionalidades do Skype for Business incluem:
- Mensagens instantâneas (IM)
- Chamadas de áudio
- Chamadas de vídeo
- Compartilhamento de área de trabalho

As funcionalidades avançadas estão relacionadas à integração com outros softwares da Microsoft:
- Disponibilidade de contatos com base nos contatos do Microsoft Outlook armazenados em um Microsoft Exchange Server
- Os usuários podem recuperar listas de contatos de um serviço de diretório local, como o Microsoft Exchange Server
- O Microsoft Office pode mostrar se outras pessoas estão trabalhando no mesmo documento
- Toda a comunicação entre os clientes ocorre por meio de um Skype for Business Server. Isso torna as comunicações mais seguras, pois as mensagens não precisam sair da intranet corporativa, ao contrário do Windows Live Messenger baseado na Internet. O servidor pode ser configurado para retransmitir mensagens para outras redes de mensagens instantâneas, evitando a instalação de software extra no lado do cliente.
- Diversos tipos de clientes estão disponíveis para o Microsoft Skype for Business, incluindo clientes móveis.
- Usa SIP como base para seu protocolo de comunicação de cliente
- Oferece suporte para TLS e SRTP para criptografar e proteger sinalizações e tráfego de mídia
- Permite o compartilhamento de arquivos

Nota: Com o lançamento do Lync Server 2013 em outubro de 2012, foi introduzida uma nova funcionalidade de colaboração chamada "Persistent Group Chat", que permite chat com múltiplas partes com preservação de conteúdo entre sessões de chat. No entanto, apenas o cliente nativo do Windows OS e nenhuma outra plataforma suporta essa funcionalidade no momento. As principais novas funcionalidades desta versão são a adição de capacidades colaborativas de software em tempo real, que permitem que equipes vejam e trabalhem simultaneamente nos mesmos documentos e sessões de comunicação. O Lync e o Skype for Business implementam essas funcionalidades da seguinte forma:
- Colaboração por documentos do Whiteboard, onde os participantes têm liberdade para compartilhar texto, desenhos e anotações gráficas.
- Colaboração por documentos do PowerPoint, onde os participantes podem controlar e ver apresentações, além de permitir que todos adicionem texto, desenhos e anotações gráficas.
- Listas de votação, onde os apresentadores podem organizar enquetes e todos os participantes podem votar e ver os resultados.
- Compartilhamento de área de trabalho, geralmente permitindo que os participantes vejam e colaborem numa tela do Windows
- Compartilhamento de aplicativos do Windows, permitindo que os participantes vejam e colaborem num aplicativo específico.

Todas as sessões de colaboração são automaticamente definidas como conferências, onde os clientes podem convidar mais contatos. Os iniciadores de conferências (geralmente chamados "organizadores") podem promover participantes para atuarem como apresentadores ou rebaixá-los para atuarem como participantes. Eles também podem definir algumas políticas básicas sobre o que apresentadores e participantes podem ver e fazer. Detalhes mais profundos das permissões de política são definidos no nível do servidor.
Após a aquisição do Skype pela Microsoft em maio de 2011, as plataformas Lync e Skype puderam ser conectadas, mas às vezes apenas após um longo tempo de provisionamento.

### Extensões
O Skype for Business utiliza uma série de extensões ao protocolo SIP/SIMPLE de mensagens instantâneas para algumas funcionalidades. Como na maioria das plataformas de mensagens instantâneas, clientes de mensagens instantâneas que não são da Microsoft que não implementaram essas extensões publicamente disponíveis podem não funcionar corretamente ou ter funcionalidades completas. O Skype for Business suporta presença federada e mensagens instantâneas para outros serviços populares de mensagens instantâneas, como AOL, Yahoo!, Messenger e qualquer serviço que utilize o protocolo XMPP, embora o suporte para XMPP tenha sido descontinuado no Skype for Business 2019. A troca de mensagens instantâneas por texto num navegador web está disponível através da integração do Skype for Business no Exchange Outlook Web App.
Embora outros protocolos de mensagens instantâneas, como AIM e Yahoo!, tenham suporte mais amplo por clientes de terceiros, esses protocolos foram amplamente retroengenheirados por desenvolvedores externos. A Microsoft oferece detalhes sobre as suas extensões no MSDN e fornece um kit de API para ajudar desenvolvedores a criar plataformas que possam interagir com o Skype for Business Server e clientes.